# Misiūnas
Misiūnas ist ein litauischer männlicher Familienname.

## Weibliche Formen
- Misiūnaitė (ledig)
- Misiūnienė (verheiratet)

## Namensträger
- Dalius Misiūnas (* 1980), Manager und KTU-Professor
- Eimutis Misiūnas (* 1973), Richter und Politiker, Innenminister
- Jonas Misiūnas (1933–2015), Richter und  Strafrechtler
- Mindaugas Misiūnas (* 1953), Direktor von Kolleg Kaunas